# Plaza Oeste
Plaza Oeste es un centro comercial situado en la ciudad argentina de Castelar, en el partido de Morón, al oeste del Gran Buenos Aires. Se encuentra emplazado en la intersección del bulevar Juan Manuel de Rosas (ex Avenida Vergara) y la bajada de la Autopista Acceso Oeste, a la altura de Hurlingham.

## Historia
Fue inaugurado el 10 de junio de 1997 por la empresa chilena Cencosud, propietaria del Unicenter Shopping, convirtiéndose así en el centro comercial más grande e importante de la zona oeste del Gran Buenos Aires, con una superficie cubierta de más de 111 000 metros cuadrados.
Su construcción impulsó el desarrollo económico e inmobiliario en localidades vecinas como Morón, Hurlingham, Ituzaingó y Castelar. El centro comercial, que recibe un flujo mensual de público estimado en 2 000 000 de personas (pertenecientes a los niveles socioeconómicos ABC1, 'altos' y 'medios')[cita requerida] y porta el eslogan "todo en un mismo lugar", ofrece en dos niveles 150 locales (distribuidos entre marcas nacionales e internacionales), 2000 cocheras cubiertas de fácil acceso (situadas en dos subsuelos), un patio de comidas con capacidad para 1200 personas, 8 salas de cine (tres de ellas 3D) bajo la marca Hoyts General Cinema, con capacidad total para 3300 espectadores —lo que lo posiciona como el tercer complejo cinematográfico con mayor facturación de Argentina—, un centro de entretenimientos Playland, un supermercado Jumbo y un Easy Homecenter.
Los orígenes de Plaza Oeste se encuentran en la antigua fábrica textil Alfa, ubicada en las calles Gaona y Vergara.[cita requerida] Actualmente, ese terreno está ocupado por el shopping, y ambas calles se han transformado en avenidas de alto tránsito con nuevos nombres: Vergara es hoy Juan Manuel de Rosas, y Gaona, colectora norte del Acceso Oeste, lleva el nombre de Presidente Perón. La irrupción del centro comercial trajo consigo importantes cambios urbanísticos, desde la renombración de arterias principales hasta la instalación de nuevos comercios en sus alrededores, reforzada además por la inauguración de la Autopista del Oeste en septiembre de 1999, ubicada a pocos metros del establecimiento.
El proyecto original de Cencosud, inaugurado en 1997, incluía un centro comercial, hipermercado, homecenter, cines y 150 locales, con acceso facilitado por la autopista. La antigua fábrica textil Alfa, símbolo industrial de Morón desde su inauguración en la década de 1940 y cerrada a comienzos de los años 90 por la crisis del sector, fue adquirida por Cencosud para construir allí el primer centro comercial de la zona oeste del Gran Buenos Aires. La elección del terreno respondió a su gran superficie, a la cercanía con vías de acceso como Gaona (que conectaba con la Ciudad de Buenos Aires) y la nueva autopista, así como a la ausencia de un shopping en la región, a diferencia de zonas como el corredor norte o sur. En aquel entonces, muchos habitantes del oeste debían trasladarse a Unicenter o Soleil Factory para asistir al cine o realizar compras. Cencosud identificó esa demanda insatisfecha y decidió cubrirla con este emprendimiento.
En 1996, la antigua fábrica fue demolida y comenzó la construcción de Plaza Oeste. El hipermercado abrió sus puertas anticipadamente en mayo de 1997, mientras que el centro comercial y los cines fueron inaugurados en junio. Easy Homecenter, por su parte, abrió en 1999 en la planta baja.
El día de la inauguración, el 10 de junio de 1997, el establecimiento recibió una multitud de visitantes y contó con la presencia del entonces intendente de Morón, Juan Carlos Rousselot. La apertura fue un hito para la zona, ya que por primera vez se establecieron locales propios de primeras marcas nacionales e internacionales —tanto de indumentaria como gastronómicas—, un gran local de la cadena Jumbo, un centro de entretenimientos (Aventura Center) y 8 salas de cine de la cadena estadounidense United Artists, que inauguraba así su primer complejo en Argentina. Los locales de Musimundo y El Mundo del Juguete eran los más grandes de toda la Provincia de Buenos Aires; el primero se destacaba por su superficie y el segundo por contar con un entrepiso incluido.
Entre 1997 y 2012, su principal competidor en cuanto a flujo de público fue el ShowCenter Haedo.
El centro comercial Plaza Oeste, situado en la zona de mejor acceso de la región (muy próximo a barrios privados y clubes de campo), que abarca un radio de más de un millón y medio de personas, y está a sólo 15 minutos promedio de la Capital Federal, cuenta con un ascensor panorámico, 14 escaleras mecánicas, 12 puertas de entrada automáticas, una fuente de aguas y una gran cúpula de vidrio, entre otros detalles que lo distinguen.
A lo largo de los años, Plaza Oeste no sólo se convirtió en el clásico punto de encuentro para quiénes viven en la zona oeste del Gran Buenos Aires, sino también, en uno de los centros comerciales más importantes y reconocidos de Argentina.

## Eslóganes
- "Todo en un mismo lugar"
- "El Shopping de zona Oeste"
- "12 años creciendo juntos"
- "Vamos de compras, vamos de Shopping"
- "Te vio crecer"
- "Deslumbra tu encanto en lo mejor del Oeste"
- "La moda del mundo, en tu mundo"
- "Traje regalos, vengo de Shopping"
- "Una nueva forma de comprar"
- "Lo mejor de todos nosotros"
- "En lo mejor del Oeste"